# Thomas McKean

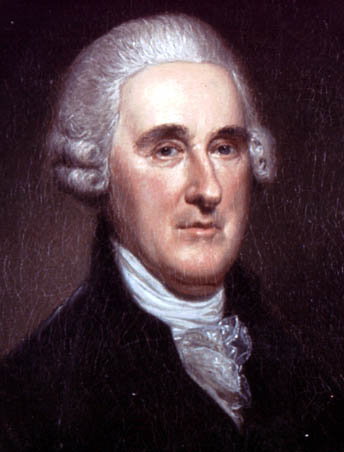
Thomas McKean (Porträt von Charles Willson Peale, um 1797)

Thomas McKean (* 19. März 1734 in New London Township, Chester County, Provinz Pennsylvania; † 24. Juni 1817 in Philadelphia, Pennsylvania) war ein Rechtsanwalt und Politiker, Offizier der Kontinentalarmee während des Amerikanischen Unabhängigkeitskrieges und ist als einer der Unterzeichner der Unabhängigkeitserklärung der Vereinigten Staaten einer der amerikanischen Gründerväter.

## Herkunft und Familie
McKeans Eltern waren William McKean und Letitia Finney. Sein Vater war Kneipenbesitzer in New London und seine beiden Eltern waren schottisch-irische Amerikaner, die als Kinder aus Irland eingewandert waren. McKean heiratete 1763 Mary Borden und hatte mit ihr sechs Kinder: Joseph, Robert, Elizabeth, Letitia, Mary und Anne. Sie wohnten in New Castle in Delaware. Mary starb 1773 und wurde an der Immanuel-Episcopal-Kirche in New Castle beigesetzt. 1774 heiratete er Sarah Armitage, ließ sich mit ihr und seinen Kindern in Philadelphia nieder und hatte mit ihr vier weitere Kinder: Sarah (Sally), Thomas, Sophia und Maria. Sie waren alle Mitglieder der Presbyterianischen Kirche in New Castle. Sarah McKean heiratete 1798 den damaligen spanischen Gesandten in Washington und späteren dreimaligen Staatsminister Carlos Martínez de Irujo y Tacón. Deren gemeinsamer Sohn, Carlos Martínez de Irujo, wurde später Ministerpräsident von Spanien.

## Frühe Karriere
McKeans Ausbildung begann an der Akademie von Pfarrer Francis Allison in New London. Im Alter von 16 ging McKean nach New Castle in Delaware, um ein Jurastudium bei seinem Cousin David Finney aufzunehmen. Er erhielt seine Zulassung für Delaware 1755 und für Pennsylvania im folgenden Jahr. 1756 wurde er zum stellvertretenden Staatsanwalt für das Sussex County ernannt. Ab der 1762/63er- bis zur 1775/76er-Amtsperiode war er Mitglied der Generalversammlung von Delaware, deren Sprecher er 1772/73 war. Von Juli 1765 an arbeitete er zudem als Richter am bürgerlichen Appellationsgerichtshof und fing 1771 als Steuereintreiber in New Castle an. Im November 1765 war sein bürgerlicher Appellationsgerichtshof der erste in den Kolonien, der ein Gesetz erließ, nach dem Schriftstücke des Gerichtshofes auf ungestempeltem Papier niedergelegt werden sollen.
Im 18. Jahrhundert war Delaware politisch in schwache Splitterparteien geteilt, die als Gerichtspartei (Court Party) und Landespartei (Country Party) bekannt waren. Die wichtigere Court Party war hauptsächlich anglikanisch, war im Kent County und im Sussex County am stärksten und arbeitete eng mit dem kolonialen Regierung zusammen und favorisierte eine Versöhnung mit der königlich britischen Regierung. Zur kleineren Country Party gehörten vor allem schottisch-irische Amerikanern. Sie war am stärksten im New Castle County und befürwortete schnell die Unabhängigkeit vom Königreich Großbritannien. McKean war ein glühender Vertreter der Country-Partei. So arbeitete er stark mit Caesar Rodney aus dem Kent County zusammen und sah sich in Opposition zu ihren Nachbarn und Freunden George Read und John Dickinson.

## Amerikanische Unabhängigkeitsbewegung

### Stempelgesetz-Kongress
Auf dem Stempelgesetz-Kongress von 1765 repräsentierten McKean und Caesar Rodney Delaware. McKean schlug die Abstimmungsprozedur vor, die der Kontinentalkongress später übernahm: Jede Kolonie hatte, unabhängig von Größe und Einwohnerzahl, je eine Stimme. Diese Entscheidung setzte den Präzedenzfall und wurde durch den Kongress der Konföderationsartikel übernommen. Das Prinzip der Gleichwertigkeit der Staaten setzte sich in der Erschaffung des Senats der Vereinigten Staaten fort.
McKean wurde schnell eines der einflussreichsten Mitglieder des Stempelgesetzkongresses. Er war im Komitee, das die Denkschrift an das britische Parlament verfasste, und redigierte zusammen mit John Rutledge und Philip Livingston seine Protokolle. Am letzten Tag der Zusammenkunft, als der Kongress geschlossen werden sollte, weigerten sich der Präsident der Körperschaft, Timothy Ruggles, und ein paar weitere Mitglieder, die Denkschrift über die Rechte und die Klagen zu unterzeichnen. McKean sprang auf und verlangte, an dessen Stuhl gewandt, dass der Präsident die Gründe für seine Weigerung nennen sollte. Nach der Weigerung sagte Ruggles zuerst, dass es „gegen sein Gewissen sei“. McKean ereiferte sich so laut und so lange über die Verwendung des Wortes „Gewissen“, dass es zu einer Herausforderung zu einem Duell zwischen McKean und Ruggles kam, das noch während des Kongresses stattfinden sollte. Ruggles reiste jedoch am nächsten Morgen bei Sonnenaufgang ab, so dass das Duell nicht stattfand.

### Kontinentalkongress und Unabhängigkeitserklärung
Trotz seines zweiten Wohnsitzes Philadelphia blieb McKean ein wirksamer Anführer der Amerikanischen Unabhängigkeitsbewegung in Delaware. Zusammen mit George Read und Caesar Rodney war er einer von Delawares Delegierten auf dem Ersten Kontinentalkongress 1774 und den Zweiten Kontinentalkongress 1775/76. Als offener Befürworter war er eine der Schlüsselstimmen beim Überreden Anderer, um für die Unabhängigkeitserklärung der Vereinigten Staaten zu stimmen. Als George Read gegen die Unabhängigkeit stimmte, sorgte McKean dafür, dass der abwesende Caesar Rodney noch in der Nacht von Dover nach Philadelphia ritt, um das Unentschieden in der Stimme Delawares zu Gunsten der Unabhängigkeit zu brechen.
Einige Tage nachdem McKean seine Stimme abgegeben hatte, verließ er den Kontinentalkongress, um als Oberst das vierte Bataillon von Philadelphia („Associators“) zu übernehmen und sich George Washington in Perth Amboy, New Jersey für die Verteidigung von New York City anzuschließen. Zusammen mit John Dickinson war er eines von nur zwei Mitgliedern des Kontinentalkongresses, die tatsächlich in der Kontinentalarmee Dienst taten. Weil er abwesend war, war er nicht dabei, als die meisten der Unterzeichner am 2. August 1777 ihre Unterschrift unter die Unabhängigkeitserklärung setzten. Da seine Unterschrift nicht auf der gedruckte Kopie erscheint, die am 17. Januar 1777 authentifiziert wurde, kann man annehmen, dass er nach diesem Datum unterschrieb.

### US-Kongress und die Konföderationsartikel
Wegen ihrer starken Unterstützung der Amerikanischen Unabhängigkeitsbewegung wählte die konservative erste Vollversammlung von Delaware weder McKean, noch Caesar Rodney in der Kontinentalkongress von 1776. Trotzdem kehrte McKean ein Jahr später, im Oktober 1777, gewählt durch die zweite Vollversammlung von Delaware zurück und blieb bis zum 1. Februar 1783. Er half die Konföderationsartikel zu entwerfen und stimmte am 1. März 1781 für ihre Annahme. Als dessen schwache Gesundheit den amtierenden Präsidenten des Kontinentalkongresses, Samuel Huntington, im Juli 1781 zwang zurückzutreten, wurde McKean als Präsident für den Zeitraum vom 10. Juli 1781 bis zum 4. November 1781 gewählt. In dieser Position saß McKean der einkammrigen Versammlung des Kongress der Konföderation vor und hielt das höchste politische Amt dieser Zeit. Er war die erste Person, die in einem offiziellen Dokument gegeben mit dem Titel „Präsident der Vereinigten Staaten“ genannt wurde. Es war jedoch keine ausführende Position, die auf irgendeine Art mit der Präsidentschaft vergleichbar wäre, die in der späteren Verfassung von 1787 eingerichtet wurde. Während seiner Amtszeit kapitulierte eine Armee des Königreichs Großbritannien bei der Schlacht bei Yorktown.

## Regierung von Delaware
Inzwischen führte McKean die Anstrengungen in der Hauptversammlung von Delaware an, seine Unabhängigkeit vom Königreich Großbritannien zu erklären, was es am 5. Juni 1776 tat. Dann, im August, wurde er in den Spezialkongress für den Entwurf einer neuen Staatsverfassung gewählt. Kaum dass er davon gehört hatte, ritt McKean den langen Weg nach Dover von Philadelphia an einem einzigen Tag, nahm sich ein Zimmer in einem Gasthof und noch in dieser Nacht, praktisch durch ihn selber, wurde das Dokument entworfen, das am 20. September 1776 angenommen wurde. Die Verfassung von Delaware von 1776 wurde so die erste Staatsverfassung, die nach der Unabhängigkeitserklärung der Vereinigten Staaten erstellt wurde.
McKean wurde dann in Delawares erstes Repräsentantenhaus wurden die beiden Sitzungsperioden 1776/77 und 1778/79 gewählt und folgte John McKinly am 12. Februar 1777 als Sprecher, als dieser Gouverneur von Delaware wurde. Kurz nach McKinlys Gefangennahme und Einkerkerung diente McKean für einen Monat vom 22. September bis zum 20. Oktober 1777 als amtierender Gouverneur von Delaware, die Zeit, die der rechtmäßigen Nachfolger von McKinly, der Sprecher des Gesetzgebenden Rates von Delaware (des Senates von Delaware) George Read benötigte, um vom Kontinentalkongress in Philadelphia zurückzukehren und seine Pflichten wahrzunehmen.
Zu dieser Zeit war Delaware im größten Chaos seiner Geschichte. Die britische Armee besetzte Philadelphia, Wilmington und den größten Teil des nördlichen New Castle County. Seine Marine kontrollierte den Delaware River und die Delawarebai. Im Ergebnis war die Staatshauptstadt New Castle ein unsicherer Treffpunkt und der Verwaltungssitz von Sussex County, Lewes, war von Loyalisten so stark zerstört worden, dass in diesem Herbst keine gültige Wahl stattfinden konnte. Als Gouverneur von Delaware war McKean hauptsächlich damit beschäftigt, Männer für die Miliz zu rekrutieren und den Anschein ziviler Ordnung in den Teilen des Staates aufrechtzuerhalten, die noch unter seiner Kontrolle standen.

## Regierung von Pennsylvania
McKean begann seine lange Zeit als Oberster Richter von Pennsylvania am 28. Juli 1777 und arbeitete in diesem Amt bis 1799. Hier richtete er weitestgehend die Regeln für die Justiz des unabhängigen Pennsylvania ein. Nach seinem Biografen John Coleman „verhindert nur die historiografischen Schwierigkeit, Gerichtsaufzeichnungen und andere verstreute Dokumente durch zu sehen die Einsicht, dass McKean mehr als John Marshall oder irgend jemand anderes für die Einrichtung einer unabhängigen Gerichtsbarkeit in den USA getan hat. Als Oberster Richter unter der Verfassung von Pennsylvania, die er als mangelhaft betrachtete, bestand er auf dem Recht des Gerichtshofes, Gesetze der Legislative als verfassungswidrig abzulehnen und war damit der Einrichtung der Doktrin der Verfassungsgerichtsbarkeit durch das Oberste Gericht der USA um zehn Jahre voraus. Er stärkte die Rechte der Angeklagten und strebte eine Gefängnisreform an, erkannte aber auf der anderen Seite nur langsam die Notwendigkeit der Erweiterung der juristischen Rechte der Frauen und der schrittweisen Abschaffung der Sklaverei an.“
Er war Mitglied des Kongresses von Pennsylvania, der die Verfassung der Vereinigten Staaten ratifizierte. Im Verfassungsstaatskongress von Pennsylvania 1789/90 setzte er sich für eine starke Exekutive ein und war selbst zu der Zeit Mitglied der Föderalistischen Partei. 1796 jedoch, unzufrieden mit der Innenpolitik der Föderalisten und deren Kompromissen mit England wurde er ein ausgesprochener Jefferson-Republikaner.
McKean wurde für drei Amtsperioden zum Gouverneur von Pennsylvania gewählt, vom 17. Dezember 1799 bis zum 20. Dezember 1808. Er besiegte den Kandidaten der Föderalistischen Partei, James Ross, 1799 und noch deutlicher 1802. Als erstes verdrängte McKean Anhänger der Föderalisten aus ihren Positionen in der Staatsregierung. Deshalb wird er der Vater des Spoils system (vom Wahlgewinner betriebene Ämterpatronage) genannt. Beim Anstreben der dritten Amtszeit 1805 war McKean im Streit mit Splittergruppen seiner Demokratisch-Republikanischen Partei und die Generalversammlung von Pennsylvania nominierte an seiner Stelle den Sprecher Simon Snyder. Gouverneur McKean schmiedete eine Allianz mit der Föderalistischen Partei, genannt die „Quids“, und besiegte Snyder. Hernach begann er Demokratische Republikaner aus Regierungsämtern zu vertreiben.
Der starke Glaube des Gouverneurs an eine starke Exekutive und eine starke Justiz wurde durch William Duan, den einflussreichen Herausgeber der Zeitung „Aurora“, und den Philadelphiaer Populisten Michael Leib erbittert denunziert. Nachdem sie öffentliche Attacken für eine Anklage angeführt hatten, führte McKean 1805 eine teilweise erfolgreiche Verleumdungsklage gegen Duane. Das Repräsentantenhaus von Pennsylvania klagte den Gouverneur 1807 an, aber seine Freunde verhinderten eine Untersuchung bis zum Ende seiner Amtszeit, so dass die Angelegenheit fallen gelassen wurde. Als der Fall verhandelt wurde, nachdem McKean sein Amt verlassen hatte, kritisierte sein Sohn Joseph zornig den Rechtsanwalt Duanes für dessen zusammenhanglose Behauptung, McKean habe das Volk von Pennsylvania als „Clodpoles“ (Quadratlatscher, ungehobelte Bauern) bezeichnet.
Einige der anderen Tätigkeiten McKeans schlossen das Vorantreiben einer kostenlosen Ausbildung für alle und, im Alter von 80 Jahren, das Anführen einer Gruppe von Philadelphiaer Bürgern ein, um eine starke Verteidigung während des Britisch-Amerikanischen Krieges zu organisieren. McKean kehrte nach Philadelphia zurück, wo er den Rest seines Lebens schreibend verbrachte, politische Angelegenheiten diskutierend und den beachtlichen Wohlstand genießend, den er durch seine Investitionen und Ländereien erlangt hatte.

## Tod und Vermächtnis
McKean starb am 24. Juni 1817 in Philadelphia und wurde zunächst auf dem Friedhof der Ersten Presbyterianischen Kirche in Philadelphia beigesetzt. 1834 wurde sein Leichnam auf den Laurel Hill Cemetery in Philadelphia überführt. Die Thomas McKean High School in New Castle County, Delaware ist ihm zu Ehren benannt, wie auch die McKean Street in Philadelphia und das McKean County.
McKean war über 6 Fuß (über 1,83 Meter) groß, trug immer einen hohen Hut und einen Gehstock mit goldenem Knauf. Er war ein Mann mit heißem Temperament und einer energischen Persönlichkeit, „mit schmalem Gesicht, Hakennase und heißen Augen.“ Er war für sein „hochmütige und oft taktlose Art, die viele gegen ihn aufbrachte,“ wie auch dafür „kalt, stolz und eitel“ zu sein. Manche glaubten, dass „die Popularität bei seinen Anhängern schwer zu verstehen sei. Er mischte sich selten unters Volk, es sei denn bei öffentlichen Gelegenheiten. Viele fanden seine Gesellschaft unerträglich. Andere wieder schlussfolgerten, dass er so viel Geschäft anzog, weil die Leute einfach in seine Integrität und beeindruckenden Referenzen vertrauten.“ John Adams beschrieb ihn als „einen von den drei Männern im Kontinentalkongress, die nach meiner Meinung die Angelegenheit klarer durchschauten als alle anderen.“ Als Oberster Richter von Pennsylvania nach dem Krieg und insbesondere später als Gouverneur des Staates war er oft Zentrum von Auseinandersetzungen.

## Öffentliche Ämter
Vor 1831 wurden in Delaware Wahlen in der ersten Oktoberwoche abgehalten. Mitglieder des Repräsentantenhauses von Delaware nahmen ihre Tätigkeit am 20. Oktober für ein Jahr auf. Vor 1776 wurden höchstens sechs Abgeordnete von jedem County gewählt. Nach 1776 wurde die Anzahl auf sieben erhöht. Die Vollversammlung von Delaware wählte die Abgeordneten für den Kontinentalkongress für eine Amtszeit von einem Jahr und den Gouverneur für eine Amtszeit von drei Jahren.
| Amt                                    | Typ            | Ort           | Gewählt | Amtseinführung     | Amtsübergabe       | Anmerkungen                       |
| Deputy Attorney General                | Rechtsprechung | Lewes         |         | 1756               | 1758               | Sussex County                     |
| Koloniale Vollversammlung von Delaware | Legislative    | New Castle    | 1762    | 20. Oktober 1762   | 20. Oktober 1763   |                                   |
| Koloniale Vollversammlung von Delaware | Legislative    | New Castle    | 1763    | 20. Oktober 1763   | 20. Oktober 1764   |                                   |
| Koloniale Vollversammlung von Delaware | Legislative    | New Castle    | 1764    | 20. Oktober 1764   | 21. Oktober 1765   |                                   |
| Court of Common Pleas                  | Rechtsprechung | New Castle    |         | 1765               | 1774               | Richter                           |
| Stempelgesetz-Kongress                 | Legislative    | New York City |         | 7. Oktober 1765    | 19. Oktober 1765   | Delaware                          |
| Koloniale Vollversammlung von Delaware | Legislative    | New Castle    | 1765    | 21. Oktober 1765   | 20. Oktober 1766   |                                   |
| Koloniale Vollversammlung von Delaware | Legislative    | New Castle    | 1766    | 20. Oktober 1766   | 20. Oktober 1767   |                                   |
| Koloniale Vollversammlung von Delaware | Legislative    | New Castle    | 1767    | 20. Oktober 1767   | 20. Oktober 1768   |                                   |
| Koloniale Vollversammlung von Delaware | Legislative    | New Castle    | 1768    | 20. Oktober 1768   | 20. Oktober 1769   |                                   |
| Koloniale Vollversammlung von Delaware | Legislative    | New Castle    | 1769    | 20. Oktober 1769   | 20. Oktober 1770   |                                   |
| Koloniale Vollversammlung von Delaware | Legislative    | New Castle    | 1770    | 20. Oktober 1770   | 21. Oktober 1771   |                                   |
| Zolleinnehmer                          | Exekutive      | New Castle    |         | 1771               | 1774               |                                   |
| Koloniale Vollversammlung von Delaware | Legislative    | New Castle    | 1771    | 21. Oktober 1771   | 20. Oktober 1772   |                                   |
| Koloniale Vollversammlung von Delaware | Legislative    | New Castle    | 1772    | 20. Oktober 1772   | 20. Oktober 1773   | Sprecher                          |
| Koloniale Vollversammlung von Delaware | Legislative    | New Castle    | 1773    | 20. Oktober 1773   | 20. Oktober 1774   |                                   |
| Kontinentalkongress                    | Legislative    | Philadelphia  | 1774    | 2. August 1774     | 26. Oktober 1774   | Delaware                          |
| Koloniale Vollversammlung von Delaware | Legislative    | New Castle    | 1774    | 20. Oktober 1774   | 20. Oktober 1775   |                                   |
| Kontinentalkongress                    | Legislative    | Philadelphia  | 1775    | 16. März 1775      | 21. Oktober 1775   | Delaware                          |
| Kontinentalkongress                    | Legislative    | Philadelphia  | 1775    | 21. Oktober 1775   | 7. November 1776   | Delaware                          |
| Koloniale Vollversammlung von Delaware | Legislative    | New Castle    | 1775    | 20. Oktober 1775   | 15. Juni 1776      |                                   |
| Staatsverfassung                       | Kongress       | Dover         | 1776    | 27. August 1776    | 20. September 1776 | Delaware                          |
| Repräsentantenhaus von Delaware        | Legislative    | New Castle    | 1776    | 21. Oktober 1776   | 22. September 1777 | Speaker                           |
| Oberster Gerichtshof                   | Rechtsprechung | Philadelphia  |         | 28. Juli 1777      | 17. Dezember 1799  | Oberster Richter von Pennsylvania |
| Gouverneur von Delaware                | Exekutive      | New Castle    |         | 22. September 1777 | 20. Oktober 1777   | Delaware/ Stellvertretend         |
| Kontinentalkongress                    | Legislative    | Philadelphia  |         | 17. Dezember 1777  | 18. Januar 1779    | Delaware                          |
| Repräsentantenhaus von Delaware        | Legislative    | Dover         | 1778    | 20. Oktober 1778   | 20. Oktober 1779   |                                   |
| Kontinentalkongress                    | Legislative    | Philadelphia  |         | 18. Januar 1779    | 24. Dezember 1779  | Delaware                          |
| Kontinentalkongress                    | Legislative    | Philadelphia  |         | 24. Dezember 1779  | 10. Februar 1781   | Delaware                          |
| Konföderationsartikel                  | Legislative    | Philadelphia  |         | 10. Februar 1781   | 2. Februar 1782    | Delaware                          |
| Konföderationsartikel                  | Exekutive      | Philadelphia  |         | 10. Juli 1781      | 4. November 1781   | Präsident                         |
| Konföderationsartikel                  | Legislative    | Philadelphia  |         | 2. Februar 1782    | 1. Februar 1783    | Delaware                          |
| Staatsverfassung                       | Kongress       | Philadelphia  |         | 1789               | 1790               | Pennsylvania                      |
| Gouverneur                             | Exekutive      | Philadelphia  | 1799    | 17. Dezember 1799  | 15. Dezember 1802  | Pennsylvania                      |
| Gouverneur                             | Exekutive      | Philadelphia  | 1802    | 15. Dezember 1802  | 18. Dezember 1805  | Pennsylvania                      |
| Gouverneur                             | Exekutive      | Philadelphia  | 1805    | 18. Dezember 1805  | 20. Dezember 1808  | Pennsylvania                      |

### Wahlergebnisse
| Jahr | Amt        | Staat        |  | Person        | Partei                               | Stimmen | %    |  | Gegner       | Partei                               | Stimmen | %    |
| ---- | ---------- | ------------ |  | ------------- | ------------------------------------ | ------- | ---- |  | ------------ | ------------------------------------ | ------- | ---- |
| 1799 | Gouverneur | Pennsylvania |  | Thomas McKean | Demokratisch- Republikanische Partei | 38.036  | 54 % |  | James Ross   | Föderalistische Partei               | 32.641  | 46 % |
| 1802 | Gouverneur | Pennsylvania |  | Thomas McKean | Demokratisch- Republikanische Partei | 47.879  | 83 % |  | James Ross   | Föderalistische Partei               | 9.499   | 17 % |
| 1805 | Gouverneur | Pennsylvania |  | Thomas McKean | Unabhängig                           | 43.644  | 53 % |  | Simon Snyder | Demokratisch- Republikanische Partei | 38.438  | 47 % |

### Bilder
- State of Delaware. Hall of Governors Portrait Gallery. Portrait courtesy of Historical and Cultural Affairs, Dover.
- Carpenter’s Hall by Charles Wilson Peale, ca. 1797. Courtesy of Independence National Historical Park.